# Djordje Mihailović
Djordje Aleksandar Mihailović (Jacksonville, Florida, 10 de noviembre de 1998) es un futbolista estadounidense que juega de centrocampista en el Toronto F. C. de la Major League Soccer.
Es internacional absoluto con la selección de Estados Unidos desde 2019.

## Trayectoria

### Inicios
Mihailović jugó al fútbol desde pequeño en el club de su padre, el Chicago Blast, y en el año 2013 a los 16 años se unió a la academia del Chicago Fire. Anotó 41 goles en 66 encuentros durante su paso por la academia.

### Chicago Fire
Chicago Fire fichó al centrocampista como jugador de cantera el 27 de enero de 2017. Debutó en la MLS el 11 de marzo de 2017 en la victoria por 2-0 en casa sobre el Real Salt Lake. Anotó su primer gol profesional el 27 de septiembre de 2017 en la victoria por 4-1 al San Jose Earthquakes. Durante los play offs de la temporada de 2017, en la llave contra el New York Red Bulls, Mihailović sufrió una lesión de ligamento cruzado anterior, que lo dejó fuera de las canchas durante 6 meses.

### Montreal Impact
El 17 de diciembre de 2020 fue intercambiado al Montreal Impact.

## Selección nacional
Ha representado a Estados Unidos en la categoría sub-19 entre los años 2016 y 2017, donde jugó 6 encuentros y anotó 3 goles.
Debutó con la selección de Estados Unidos el 27 de enero de 2019 en un encuentro amistoso contra Panamá, donde anotó un gol en la victoria por 3-0.

### Goles internacionales
Actualizado hasta el 2 de febrero de 2019.
| Partidos y goles internacionales | Partidos y goles internacionales | Partidos y goles internacionales             | Partidos y goles internacionales | Partidos y goles internacionales | Partidos y goles internacionales | Partidos y goles internacionales | Partidos y goles internacionales |
| #                                | Fecha                            | Estadio                                      | Rival                            | Resultado                        | Goles                            | Competición                      |                                  |
| -------------------------------- | -------------------------------- | -------------------------------------------- | -------------------------------- | -------------------------------- | -------------------------------- | -------------------------------- | -------------------------------- |
| 1                                | 27 de enero de 2019              | State Farm Stadium, Glendale, Estados Unidos | Panamá                           | 3 - 0                            |                                  | Amistoso                         |                                  |

## Estadísticas

### Clubes
Actualizado al último partido disputado el 1 de agosto de 2025.
| Club | Div.          | Temporada     | Liga  | Liga  | Copas nacionales(1) | Copas nacionales(1) | Copas internacionales | Copas internacionales | Total | Total |
| Club | Div.          | Temporada     | Part. | Goles | Part.               | Goles               | Part.                 | Goles                 | Part. | Goles |
| --- | ------------- | ------------- | ----- | ----- | ------------------- | ------------------- | --------------------- | --------------------- | ----- | ----- |
| Chicago Fire Estados Unidos | 1.ª           | 2017          | 18    | 1     | 1                   | 0                   | ―                     | ―                     | 19    | 1     |
| Chicago Fire Estados Unidos | 1.ª           | 2018          | 9     | 1     | 0                   | 0                   | ―                     | ―                     | 9     | 1     |
| Chicago Fire Estados Unidos | 1.ª           | 2019          | 27    | 3     | 1                   | 0                   | ―                     | ―                     | 28    | 3     |
| Chicago Fire Estados Unidos | 1.ª           | 2020          | 20    | 2     | ―                   | ―                   | ―                     | ―                     | 20    | 2     |
| Chicago Fire Estados Unidos | Total club    | Total club    | 74    | 7     | 2                   | 0                   | 0                     | 0                     | 76    | 7     |
| C. F. Montréal · Canadá | 1.ª           | 2021          | 34    | 4     | 1                   | 0                   | ―                     | ―                     | 35    | 4     |
| C. F. Montréal · Canadá | 1.ª           | 2022          | 29    | 11    | 0                   | 0                   | 4                     | 1                     | 33    | 12    |
| C. F. Montréal · Canadá | Total club    | Total club    | 63    | 15    | 1                   | 0                   | 4                     | 1                     | 68    | 16    |
| AZ Alkmaar · Países Bajos | 1.ª           | 2022-23       | 15    | 1     | 1                   | 0                   | 4                     | 0                     | 20    | 1     |
| AZ Alkmaar · Países Bajos | 1.ª           | 2023-24       | 8     | 0     | 0                   | 0                   | 8                     | 1                     | 16    | 1     |
| AZ Alkmaar · Países Bajos | Total club    | Total club    | 23    | 1     | 1                   | 0                   | 12                    | 1                     | 36    | 2     |
| Colorado Rapids Estados Unidos | 1.ª           | 2024          | 30    | 11    | ―                   | ―                   | 6                     | 1                     | 36    | 12    |
| Colorado Rapids Estados Unidos | 1.ª           | 2025          | 24    | 9     | ―                   | ―                   | 3                     | 2                     | 27    | 11    |
| Colorado Rapids Estados Unidos | Total club    | Total club    | 54    | 20    | 0                   | 0                   | 9                     | 3                     | 63    | 23    |
| Toronto F. C. · Canadá | 1.ª           | 2025          | 0     | 0     | ―                   | ―                   | ―                     | ―                     | 0     | 0     |
| Toronto F. C. · Canadá | Total club    | Total club    | 0     | 0     | 0                   | 0                   | 0                     | 0                     | 0     | 0     |
| Total carrera | Total carrera | Total carrera | 214   | 43    | 4                   | 0                   | 25                    | 5                     | 243   | 48    |
| (1) Incluye datos de la U.S. Open Cup (2017) y Copa de los Países Bajos. (2) Incluye datos de los play-offs de la Copa MLS (2017). |               |               |       |       |                     |                     |                       |                       |       |       |

### Selección nacional
| Selección             | Temporada     | Encuentros | Encuentros |
| Selección             | Temporada     | Part.      | Goles      |
| --------------------- | ------------- | ---------- | ---------- |
| Sub-19 Estados Unidos | 2016-2017     | 6          | 3          |
| Sub-19 Estados Unidos | Total         | 6          | 3          |
| Adulta Estados Unidos | 2019          | 5          | 1          |
| Adulta Estados Unidos | Total         | 5          | 1          |
| Total carrera         | Total carrera | 11         | 4          |

## Vida personal
Es hijo del excentrocampista de los Washington Diplomats, Aleks Mihailovic. Su hermana, Alexandra, juega al fútbol universitario en la Universidad de Nuevo México.